# Chrysomus
Chrysomus (лат.) — род птиц семейства трупиаловых. Естественной средой обитания видов рода являются болота и участки вблизи заболоченных мест на равнинах Южной Америки.

## Классификация
Виды данного рода обычно объединяли в род Agelaius, они тесно связаны с представителями рода этого рода.

## Список видов
Род содержит 2 вида:
- Chrysomus ruficapillus (Vieillot, 1819) — Ржавоголовый чёрный трупиал — обитает от Колумбии, Венесуэлы, Суринама, Тринидада и Тобаго, Нидерландских Антильских островов, Французской Гвианы, Гайаны, Бразилии, Перу и Боливии до Парагвая.
- Chrysomus icterocephalus (Linnaeus, 1766) — Желтоголовый чёрный трупиал — обитает от Французской Гвианы, Бразилии, Боливии, Парагвая и Уругвая до центральной Аргентины[5]

## Описание видов

### Ржавоголовый чёрный трупиал
У представителей этого вида присутствует половой диморфизм. Общий признак самца и самки — прямой темный клюв с острым кончиком и темные ноги. У самца голова и горло каштанового цвета, остальная часть тела глянцево-черная; у птиц в южной части ареала голова темнее, чем у птиц на севере. Верхняя часть тела самки темно-оливково-коричневая со слегка черными прожилками, нижняя часть тела такого же цвета, но более бледная.

### Желтоголовый чёрный трупиал
Размер желтоголовых чёрный трупиалов составляет 16—18 см, масса — от 24 до 31 г (самки) и 31,5-40 г (самцы) . Пение птиц представляет собой два типа свиста или щебетания, где начальный звук имеет низкий подтон, но в финале звук становится громким доминирующим чириканье.
Окрас самца ярко-желтый на голове и груди и блестяще-черный по всему телу. У самок и молодых особей спина оливково-коричневая, на спине также есть более темные полосы. Горло и голова желтоватые, живот коричневый. Молодой самец более жёлтый, чем самка.

## Ареал и размножение
Имеют очень широкий ареал, виды можно встретить в заболоченных районах вдоль Амазонки, на островах Тринидад, Аруба, Барбадос, на Нидерландских Антильских островах, в Бразилии, Колумбии, Французской Гвиане, Гайане, в Парагвае, Перу, Суринаме и Венесуэле.
В период размножения желтоголовые дрозды занимают заболоченные пресноводные территории, на которых самцы для строительства гнёзд используют надводные растения. Их также можно встретить на высоте около 2600 м в Андах, Колумбия. Среду обитания птицы разделяют с ржавоголовыми дроздами. Когда оба вида существуют в одной и той же среде обитания, желтоголовые птицы занимают середину болот, а краснокрылые обитают на периферии. Во внегнездовой период вид может встречаться на открытых полях.
В период размножения самцы собираются в колонии и строят гнезда, бдительно защищая их от соперников и птиц-паразитов, подкладывающих яйца в чужие гнёзда. Бдительная защита гнёзд самцами в сочетании с колониальным размножением, по-видимому, свела к минимуму степень повреждения вида и удаление яиц хозяев птицами, паразитирующими на других видах. Самцы демонстрируют своё красивое оперение самкам, сочетая его с пронзительным свистом, чтобы привлечь их в гнездо. Самки выбирают гнездо на территории самца и делают в нём мягкую подстилку. В кладке обычно 2—3 яйца. Самцы остаются на месте гнездования после спаривания до тех пор, пока не начинается инкубация яиц, в этот момент самец покидает гнездо и отправляется на поиски другой самки, он может спариваться с пятью самками за один сезон. Брачный сезон зависит от региона и продолжается с мая по октябрь-ноябрь.